# Hernán Barcos
Pour les articles homonymes, voir Barcos.
Hernán Barcos dit El Pirata (né le 11 avril 1984 à Bell Ville en Argentine) est un joueur de football argentin.

## Biographie

### Carrière en club
Le 29 septembre 2011, El Pirata annonce avoir entamé une procédure de naturalisation pour devenir citoyen équatorien et qu'il porterait avec beaucoup de plaisir le maillot de la Tri[réf. nécessaire].
Hernán Barcos rejoint en janvier 2016, le Sporting CP. L'attaquant arrive du Tianjin TEDA, club chinois qui l'a vendu pour 3 millions d'euros au club portugais où il a signé pour 18 mois.
Le 23 juin 2023, il devient le meilleur buteur étranger de l'Alianza Lima avec 38 buts.

### Carrière en sélection
Barcos connaît sa première convocation avec l'Argentine pour affronter le Paraguay et le Pérou lors des éliminatoires du Mondial 2014.

## Palmarès
| LDU Quito - Championnat d'Équateur (2) : - Champion : 2010 et 2018. - Meilleur buteur : 2017 (21 buts). - Recopa Sudamericana (1) : - Vainqueur : 2010. |  | Palmeiras - Coupe du Brésil (1) : - Vainqueur : 2012. |  | Cruzeiro - Coupe du Brésil (1) : - Vainqueur : 2018. |

| Shenzhen FC - Championnat de Chine : - Meilleur buteur : 2009 (17 buts). |  | Alianza Lima - Championnat du Pérou (2) : - Champion : 2021 et 2022. |